# M10 (politieke partij)
M10 (M tot de macht 10) was een Roemeense politieke partij, opgericht door de voormalig minister van Justitie en anti-corruptie-activist Monica Macovei. De partij werd geregistreerd op 3 juni 2015.
Op een persconferentie op 1 maart 2015 beschreef Monica Macovei haar partij als "de enige echte rechtse partij van Roemenië, die streeft naar een minimale staat met een kleine overheid, een klein parlement en die zich zo min mogelijk bemoeit met ons leven." Zij voegde daar aan toe: "We willen kapitalisme, we willen economische vrijheid."
Monica Macovei werd namens de PD-L verkozen tot lid van het Europees Parlement in 2014. Op 27 november 2015 verliet zij haar partij en verruilde binnen het Europees Parlement de EPP voor de ECR. Haar partij M10 werd op 18 maart 2016 ook toegelaten als lid van deze parlementaire groep.
Op 26 juni werd Ioana Constantin tot opvolger van Monica Macovei verkozen als voorzitter. Monica Macovei gaf aan dat ze zich niet langer verkiesbaar wilde stellen voor enig leidende positie en dat het haar taak was om de fundamenten van de partij te leggen. Enkele maanden later stapte Ioana al weer op om in september plaats te maken voor Florin Stan, die er vervolgens zelf nog binnen een maand weer opstapte. M10 wist niet genoeg handtekeningen te verzamelen om mee te mogen doen met de parlementaire verkiezingen van 2016.
In november 2018 stapte Monica Macovei definitief uit haar partij.
In augustus 2019 fuseerde M10 met Forța Moldova tot Het Rechtse Alternatief (Alternativa Dreaptă).